# Armadillidium epirense
Armadillidium epirense är en kräftdjursart som beskrevs av Hans Strouhal 1956. Armadillidium epirense ingår i släktet Armadillidium och familjen klotgråsuggor. Inga underarter finns listade i Catalogue of Life.